# Прапор Пуерто-Рико
Прапор Пуерто-Рико (англ. Flag of Puerto Rico) — офіційний символ американської неінкорпорованої організованої території Пуерто-Рико.
Перший власний прапор Пуерто-Рико був створений у 1546 році його тодішнім іспанським губернатором Дієго Рамосом на основі колоніального герба і вживався деякий час в XVI столітті. На тлі зеленої та червоної горизонтальних смуг, оточених жовтою облямівкою, — те ж ягня з корогвою (але без книги) і кастильського замок.
З 1845 року, коли всі іспанські провінції і колонії отримали особливі портові прапори, як прапора Пуерто-Рико став неофіційно використовуватися місцевий портовий прапор з червоної і білої горизонтальних смуг.
У 1868 році пуерториканскі патріоти підняли антиіспанське повстання і проголосили у місті Ларес республіку. Її прапор із блакиті, і карміно-червоної горизонтальних смуг, пересічених білим хрестом з жовтою зіркою в крижі, став широко відомий. Повстання було придушене. Але прапор, що отримав назву «заклик з Ларес» і створений під впливом прапора антиіспанського повстання на Кубі і прапора Домініканської Республіки, довгий час був символом пуерториканського визвольного руху. В 1897 році Іспанія надала Пуерто-Рико автономію, і червоно-білий портовий прапор став офіційним прапором автономного уряду. Однак через кілька місяців країну захопили американці, скасувавши місцеві емблеми.
Сучасний прапор Пуерто-Рико виник у 1895 році як прапор пуерториканської секції Кубинської революційної партії, яка боролася за звільнення від іспанського панування і Куби, і Пуерто-Рико, і швидко набув популярності. Він повторює малюнок кубинського прапора, але має інше забарвлення трикутника і кольорових смуг. Прапор унікальний тим, що його кольори й елементи не мають самостійного символіки і тому, як загальнонаціональний символ, прапор є прийнятним практично для всіх верств населення, партій і рухів. Після перетворення острова в американське володіння, прапор був заборонений колонізаторами, але його популярність була настільки велика, що вже з 1916 році було дозволено його неофіційне вживання. Єдиним же офіційним прапором в 1898-1952 роках був прапор США, а в ролі відмітного колоніального прапора виступав в 1905—1948 роках прапор губернатора, на білому полотнищі якого зображувалася емблема острова, в 1952 році прапор 1895 року був офіційно проголошений державним і національний прапором Співдружності Пуерто-Рико. Але залежне становище країни проявилося і тут — прапор може вивішуватися лише одночасно з прапором США. Символіка його як і раніше не розроблена, при цьому офіційна пропаганда підкреслює збіг його кольорів із кольорами прапора США.

## Галерея

Попередній прапор Пуерто-Рико, 24 липня 1952 — 3 серпня 1995